# Киевское общество любителей природы
Киевское общество любителей природы — общественная организация, существовавшая в Киеве в 1907—1924 гг., объединявшая ученых, учителей, любителей природы и имевшая целью привить киевлянам любовь к живым существам и миру минералов.

## История основания
Общество основано в начале 1907 года, устав принят 12 мая. Первое заседание состоялось 14 сентября 1907 года.
Секретарем общества стал Венантий Бурдзинский.
Общество находилось в ведении Главного управления земледелия и землеустройства Российской империи и ежегодно отчитывалось перед ним.
С октября 1907 года с разрешения Университета Святого Владимира заседания общества стали происходить по вторникам и четвергам в 19 часов в университетской аудитории. С марта 1908 года секционные собрания стали собираться также по воскресеньям.
Общество сразу создало 5 секций: ботаническую, зоологическую, энтомологическую, любителей птицеводства, любителей аквариумов. Зоологическую секцию возглавил Алексей Коротнев. Во главе ботанической секции был Константин Пуриевич. Позже добавились еще секции орнитологии, минералогии, собаководства.

## Деятельность
Общество начало свою работу с проведения выставок, в частности пчеловодства, растениеводства, цветоводства и шелководства. Часть выставок были платными, прибыль от них шла на приобретение книг для библиотеки, организацию деятельности, научные исследования некоторых членов общества. В частности во время выставки растениеводства и цветоводства 1907 года удалось собрать 1534 рублей. Осенью 1908 года в ботаническом саду Университета была проведена выставка аквариумных рыб и растений. Общество организовывало природоведческие экскурсии. В частности, в 1908 году состоялись экскурсии в Голосеевский лес, в Святошино, в Пущу-Водицу, на лодках до села Воскресенского и другие.

### Киевский зоопарк
Одной из задач общества было создать в Киеве зверинец. Уже к концу 1908 года обществу принадлежало 17 зверей и птиц, их подарили благотворители. Но зимой держать их было негде, поэтому начальник киевского вокзала предоставил одно из пристанционных помещений. После переговоров с администрацией Университета ректор Николай Цытович 24 марта 1909 года разрешил разместить зверинец на нижнем участке ботанического сада. В мае 1909 года киевский вице-губернатор Николай Чихачев позволил при входе в зверинец поставить ящик для сбора денег в пользу содержания животных. В конце 1909 года коллекция насчитывала 398 позвоночных животных, представителей 115 видов.
В 1910 году Университет позволил обществу вдвое увеличить площадь зверинца, до 1,5 га. В 1912 году киевская власть выделила для зоопарка место на Шулявке, напротив Политехнического института, 1913 года зоопарк открылся на новом месте, его директором стал Венантий Бурдзинский.

### Днепровская биостанция
Для исследования биологии Днепра общество приняло решение учредить биостанцию. Строительство началось в урочище Черторой на Трухановом острове. Здание биостанции профинансировал профессор Университета Святого Владимира Николай Кеппен, которому и доверили ею управлять в 1909—1910 годах. Кеппен умер в 1910 году, завещав все свое имущество новой организации, а строительство станции было закончено в 1911 году. Некоторое время директором биостанции был Юлий Вагнер, затем до 1919 — Виктор Казановский. Зоологический отдел станции возглавлял Дмитрий Белинг, а орнитологами были Александр Шуммер и Николай Шарлемань.

## Члены
В 1908 году членами общества были 449 человек.
Минералогическую секцию общества возглавлял геолог Петр Армашевский.
В 1907 году одну из первых лекций о разведении водяного ореха прочитал ботаник Владимир Хитрово, также с докладом по разведению рыб на заседании выступал гимназист Лев Шелюжко, в 1908 докладывал его отец меценат Андрей Шелюжко, биолог Виктор Казановский рассказал о грибковых заболевания рыб.. Также лекцию «50-летие теории Дарвина о происхождении видов» в 1909 году читал профессор Алексей Северцов, доклад «Органы чувств у растений» прочитал Константин Пуриевич, отчет об экспедиции «Поездка на Везувий. Из Женевы в Флоренцию на велосипеде. Наблюдение геолога-туриста» сделал геолог Модест Клер.
Членами ботанической секции были Сергей Навашин, Вячеслав Заленский.
Почетными членами общества были военный министр Владимир Сухомлинов, принц Александр Олденбургский.

## Библиотека и издания
Библиотекарем общества был Михаил Львович Лаппо-Данилевский. По состоянию на 1908 год библиотека уже насчитывала 740 томов книг и брошюр, выписывались 73 периодических издания.
Общество основало журналы: «Энтомологический вестник», «Вестник любителя аквариума и террариума», «Отчет о деятельности Киевского общества любителей природы».
Днепровская биологическая станция печатала журнал «Труды Днепровской биологической станции».